# Cyrus Scofield
Cyrus Ingerson Scofield (19 agosto 1843 – 24 luglio 1921) è stato un teologo, saggista e pastore protestante statunitense.
Nato nel Michigan e vissuto nel Tennessee, Scofield si distingue dapprima nel campo militare nelle file sudiste con il generale Lee. Passa a studiare poi Legge ed è ammesso nell'ordine degli avvocati del Kansas nel 1869. Dopo due anni come U. S. Attorney gestisce uno studio legale a St. Louis, dove nel 1879 viene imprigionato per falso e frode.
Dopo un'esperienza di conversione avuta in carcere, serve come pastore di una chiesa congregazionalista di Dallas (1882-1895). Su richiesta di Dwight L. Moody, assume la guida della Moody Church di East Northfield, Massachusetts (1895-1902). Ritorna alla chiesa di Dallas (1902-1907) per poi fare della sua casa un centro di conferenze bibliche, opera che trasferirà poi nelle isole britanniche. Fonda la Central American Mission.
Nel 1896 pubblica Rightly Dividing the Word of Truth un'opera monumentale che spiega le importanti suddivisioni della Bibbia.
Nel 1909 pubblica, con l'aiuto finanziario di prominenti uomini d'affari, l'opera che lo renderà più famoso, la Bibbia annotata, dove espone le sue idee dispensazionaliste e premillennialiste che avranno larga influenza sull'Evangelicalismo internazionale.